# Babita
Babita Shivdasani (Bombay, 20 de abril de 1948), conocida en el ámbito artístico como Babita, es una actriz india de ascendencia Sindhi y británica, popular por su actuación en algunas películas de Bollywood. Hija del actor Hari Shivdasani, es prima hermana de la actriz Sadhana Shivdasani. Su película debut fue Raaz, donde actuó junto a Rajesh Khanna. De 1966 a 1973 protagonizó diecinueve películas como protagonista principal, incluidos los éxitos de taquilla Dus Lakh, Haseena Maan Jayegi (1968), Farz (1967), Kismat (1968), Ek Shriman Ek Shrimati, Doli, Tumse Achcha Kaun Hai, Kal Aaj Aur Kal (1971), Banphool y Ek Hasina Do Diwane. Después de su matrimonio con el actor Randhir Kapoor en 1971, actuó en Jeet y Ek Hasina Do Diwane. Su posterior lanzamiento, titulado Sone Ke Hath, fue un fracaso comercial, por lo que ella decidió abandonar su carrera cinematográfica. La pareja tiene dos hijas, las reconocidas actrices Karisma y Kareena.

## Filmografía

### Cine
| Año  | Película                | Rol               | Notas |
| ---- | ----------------------- | ----------------- | ----- |
| 1966 | Dus Lakh                | Rita              |       |
| 1967 | Raaz                    | Sapna             |       |
| 1967 | Farz                    | Sunita            |       |
| 1968 | Kismat                  | Roma              |       |
| 1968 | Haseena Maan Jayegi     | Archana           |       |
| 1968 | Aulad                   | Bharti            |       |
| 1969 | Tumse Achcha Kaun Hai   | Sapna Nath        |       |
| 1969 | Ek Shrimaan Ek Shrimati | Deepali Lakhanpal |       |
| 1969 | Doli                    | Asha              |       |
| 1969 | Anmol Moti              | Manisha           |       |
| 1969 | Anjaana                 | Rachna Malhotra   |       |
| 1970 | Kab? Kyoon? Aur Kahan?  | Asha Prasad       |       |
| 1970 | Pehchan                 | Barkha            |       |
| 1971 | Kal Aaj Aur Kal         | Monica            |       |
| 1971 | Bikhare Moti            | Indrani           |       |
| 1971 | Banphool                | Gulabi            |       |
| 1972 | Jeet                    | Priyanka          |       |
| 1972 | Ek Hasina Do Diwane     | Neeta             |       |
| 1973 | Sone Ke Hath            | Pooja             |       |